# Billbergia manarae
Espèce
Classification phylogénétique
Billbergia manarae est une espèce de plante de la famille des Bromeliaceae, endémique du Venezuela.

## Distribution
L'espèce est endémique du nord du Venezuela et se rencontre dans le District capitale de Caracas et a été observée en 2008 dans l'État de Miranda.

## Description
L'espèce est épiphyte ou saxicole.